# بيلي غيلبرت
بيلي غيلبرت (بالإنجليزية: Billy Gilbert)‏ (10 نوفمبر 1959 في المملكة المتحدة - ) هو مدرب كرة قدم ومدير ولاعب كرة قدم بريطاني في مركز الدفاع. شارك مع منتخب إنجلترا تحت 21 سنة لكرة القدم. أما مع النوادي، فقد لعب مع كريستال بالاس وكولتشستر يونايتد ونادي بورتسموث وميدستون يونايتد وهافانت أند ووترلوفيل ونادي ويتليف ‏ وHavant Town F.C. ‏ وWaterlooville F.C. ‏.

## وصلات خارجية
- بيلي غيلبرت على موقع قاعدة بيانات كرة القدم.إي يو (الإنجليزية)